# 内田正敏

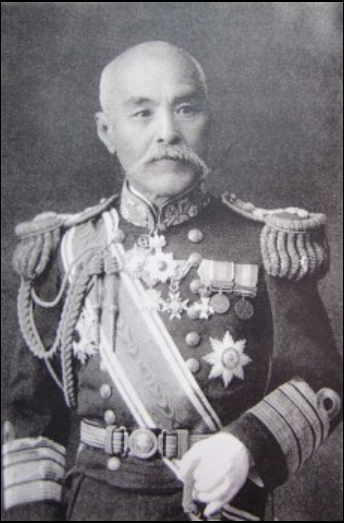
内田正敏

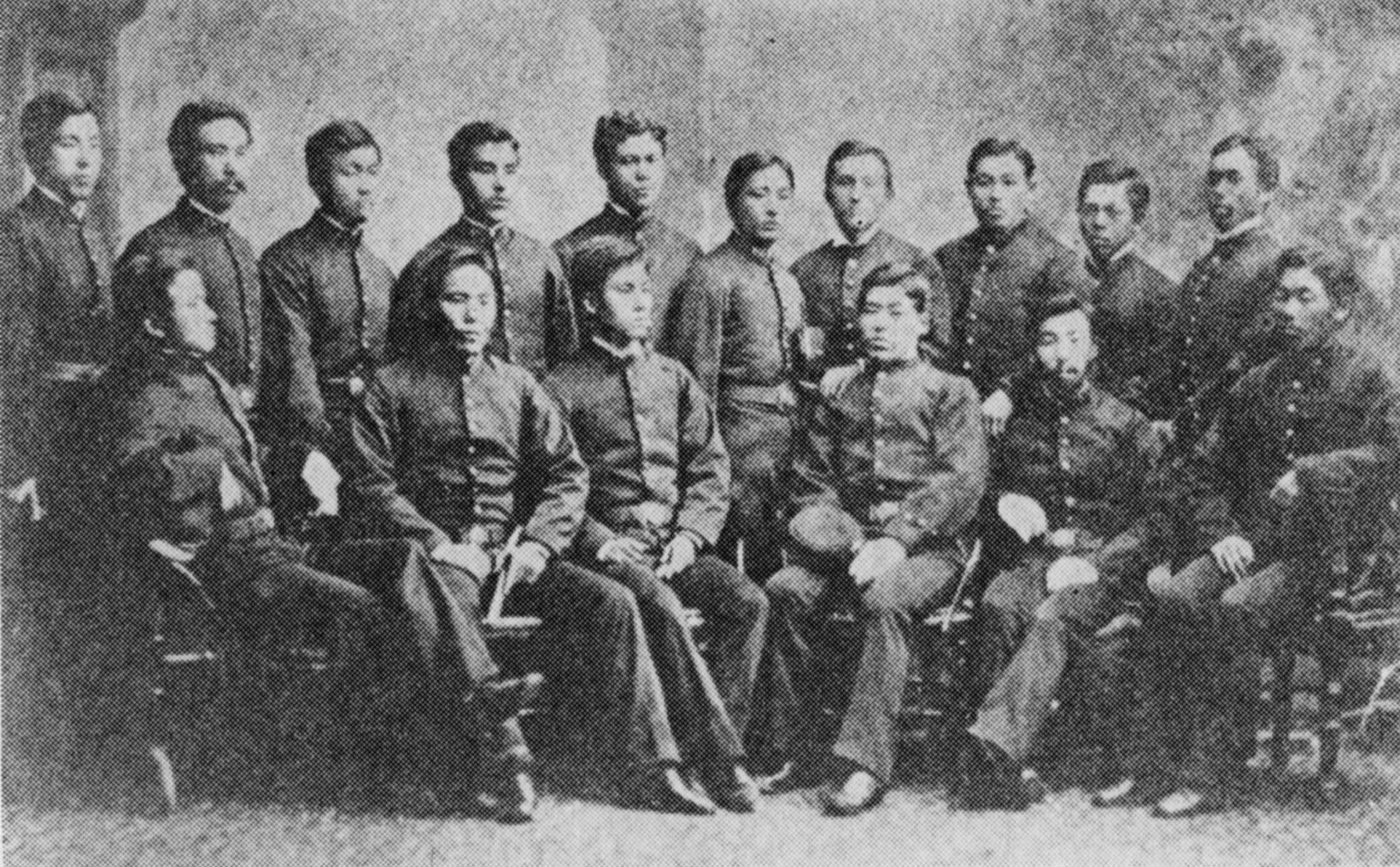
後列左4人目が内田、5人目山本権兵衛、9人目片岡七郎、前列左2人目上村彦之丞（於サンフランシスコ）

内田 正敏（うちだ まさとし、1851年4月16日（嘉永4年3月15日）- 1922年（大正11年）5月11日）は、明治・大正期の日本の海軍軍人、政治家、華族。最終階級は海軍中将。爵位は男爵。貴族院男爵議員。

## 略歴
1851年（嘉永4年）高知城下築屋敷（現在の高知市）で内田茂助の子に生まれた。若くして東京遊学。1868年（明治元年）北村重頼の砲隊に属し東征軍に従う。1871年（明治4年）8月、海軍兵学寮入学。1876年（明治9年）9月、海軍少尉補任官。「雷電丸」「金剛」乗組を経て、1878年（明治11年）7月、海軍少尉に任官。1881年（明治14年）11月、海軍兵学校（3期）を卒業した。
1884年（明治17年）10月、「扶桑」分隊長となり、「比叡」分隊長、「筑紫」副長を歴任し、1887年（明治20年）10月、海軍少佐に進級。海兵運用術教官、「金剛」「比叡」「扶桑」の各副長を経て、1891年（明治24年）7月、「鳳翔」艦長に就任。横須賀軍港司令官副官、呉鎮守府海兵団長心得などを経て、1893年（明治26年）6月、海軍大佐に昇進し呉鎮守府海兵団長となった。
1894年（明治27年）2月、「千代田」艦長に発令され日清戦争に出征した。1895年（明治28年）9月、佐世保知港事となり、佐世保鎮守府予備艦部長、横須賀海兵団長、「高砂」回航委員長、同艦長、「八島」艦長、呉海兵団長などを歴任。1900年（明治33年）5月、海軍少将に進級し佐世保港務部長兼佐世保予備艦部長に就任した。
以後、兼佐世保海運部長、常備艦隊司令官、呉鎮守府艦政部長などを歴任し、日露戦争時には呉港務部長兼呉予備艦部長を務めた。1905年（明治38年）11月、海軍中将に進級と同時に待命となり、翌年2月8日、予備役に編入。1914年（大正3年）3月1日に後備役となる。1916年（大正5年）3月15日に退役した。
1907年（明治40年）9月21日、男爵を叙爵し華族となった。1910年（明治43年）12月24日、貴族院男爵議員補欠選挙で当選し、公正会に所属して活動し死去するまで在任。墓所は青山霊園。

## 栄典
位階
- 1883年（明治16年）12月25日 - 正七位[8]
- 1900年（明治33年）8月10日 - 正五位[9]
- 1906年（明治39年）2月17日 - 正四位[10]
- 1916年（大正5年）9月30日 - 従三位[11]
- 1922年（大正11年）5月11日 - 正三位[12]

勲章等
- 1895年（明治28年）
  - 9月27日 - 双光旭日章・功四級金鵄勲章[13]
  - 11月18日 - 明治二十七八年従軍記章[14]
- 1901年（明治34年）12月27日 - 勲二等旭日重光章[15]
- 1902年（明治35年）5月10日 - 明治三十三年従軍記章[16]
- 1906年（明治39年）4月1日 - 明治三十七八年従軍記章[17]
- 1907年（明治40年）9月21日 - 男爵 [5]

## 親族
- 妻：千代猪（ちよい、門田正吉二女）[18]
- 養子：栄（矢部善作二男、離縁）[18]
- 養孫:敏男（栄長男、貴族院男爵議員）[18]